# Jack Beresford
Jack Beresford Jr, född 1 januari 1899 i Chiswick, död 3 december 1977 i Shiplake, var en brittisk roddare.
Beresford blev olympisk guldmedaljör i singelsculler vid sommarspelen 1924 i Paris.